# Cardiochiles triplus
Cardiochiles triplus är en stekelart som beskrevs av Roy D. Shenefelt 1973. Cardiochiles triplus ingår i släktet Cardiochiles och familjen bracksteklar. Inga underarter finns listade.